# 吴瑶
吳瑤（1992年12月12日—），曾為中國女子音樂組合SING女團的成員，2016年7月以《柒月》一曲正式出道。在組合內擔任副主唱與領舞。

## 经历
2015年7月，以第二期练习生的身份加入SING女团，並參與大型女子偶像組合成長真人秀節目《偶像來了-S.I.N.G養成日誌(第二季)》。2016年通過入團考核，升格為正成員，同年7月以《柒月》一曲正式出道。2017年参演電視劇《快乐酷宝3》，担任女二号。2021年5月1日，於「2021屆優秀畢業生畢業公演」後畢業。

## 作品

### 音樂

#### 個人
| 年份 | 日期 | 歌曲名稱 | 作詞 | 作曲 | 備註 | MV |

### 影視

#### 電視劇
| 播出時間                     | 播出頻道               | 劇名               | 角色名稱           | 同團參演成員                                   |
| 2018年4月3日 - 2018年5月30日 | 廣東廣播電視台少兒頻道 | 《快乐酷宝》第三季 | 艾米               | 陈丽、蒋申、赖美云、林津伊、秦瑜、許詩茵、林慧 |
| 2022年8月26日                | 腾讯视频               | 《未来商店》       | 单元女主角闺蜜     |                                                |
| 2023年10月9日                | TVB翡翠台              | 《香港人在北京》   | STAR女团成员 Renee | 陈丽 （已离团）                                |
| 2023年11月30日               | 腾讯视频               | 《将嫁》           | 孟小娘             |                                                |

#### 專屬綜藝節目
| 日期                           | 節目名稱                         | 集數 | 備註                                     |
| 2015年7月22日－2015月9月23日   | 偶像来了-S.I.N.G养成日志(第二季) | 10   | 第二期練習生                             |
| 2017年9月9日                   | 美食大作战                       | 2    |                                          |
| 2017年3月10日－2017年4月17日   | 小姐姐我想                       | 3    | 參與成員：賴美雲、蔣申、秦瑜、吳瑤、陳麗 |
| 2017年10月23日－至今           | SING工作日志                     | 26   |                                          |
| 2018年9月2日－2018年11月8日    | 繁星夜谈会                       | 4    |                                          |
| 2018年9月6日－2018年10月18日   | SING Holiday 巴厘岛特辑          | 7    |                                          |
| 2018年9月11日－至今            | SING練習時                       | 10   |                                          |
| 2018年10月25日                 | 蒋申带你遊上海                   | 1    |                                          |
| 2018年12月14日－2018年12月20日 | SING Holiday 成都特辑            | 2    |                                          |
| 2019年1月3日－至今             | SING HOME                        | 6    |                                          |

#### 綜藝節目
| 播出日期       | 節目名稱           | 首播平台           | 同團參演成員                                               |
| 2016年6月5日   | 《活力大冲关》     | 广东卫视           | 賴美雲、林津伊、林慧、蔣申、秦瑜、陳麗、許詩茵             |
| 2016年11月27日 | 《AiBB亚洲偶像榜》 | 網路節目           | 賴美雲、林津伊、林慧、秦瑜、蔣申、陳麗、許詩茵             |
| 2017年1月20日  | 《欢乐一家亲》     | CCTV-4             | 賴美雲、林津伊、林慧、秦瑜、蔣申、陳麗、許詩茵、边丽、蔡莎 |
| 2017年6月1日   | 《六一晚会》       | TVS5               | 賴美雲、林慧、秦瑜、蔣申、陳麗、許詩茵                     |
| 2017年9月5日   | 《娱乐前线》       | 广东电视台综艺频道 | 賴美雲、林津伊、林慧、秦瑜、蔣申、陳麗、許詩茵             |
| 2018年4月27日  | 《黄金100秒》      | CCTV-3             | 林慧、秦瑜、陳麗                                           |

## 外部連結
- 吳瑤的新浪微博
- 吳瑤的Instagram帳戶
- SING女团的新浪微博